# Biblioteca Municipal Raul Brandão

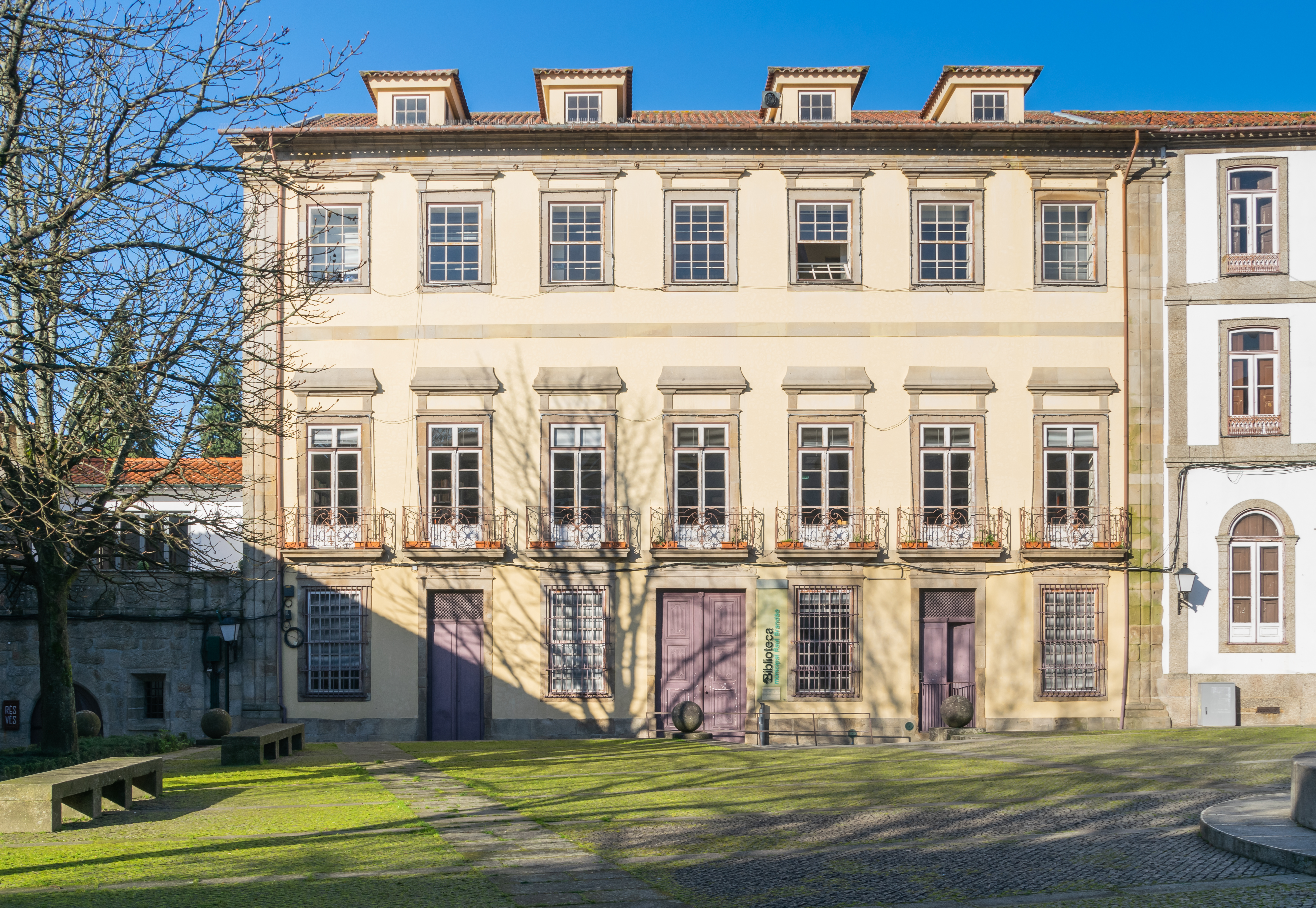
Edifício da Biblioteca Raul Brandão

A Biblioteca Municipal Raul Brandão, em Guimarães, no distrito de Braga, integra a Rede Nacional de Leitura Pública, desde 1987. 
A criação da biblioteca ocorreu após o escritor português Branquinho da Fonseca ter sido convidado por Azeredo Perdigão, em 1958, para fundar e dirigir o Serviço de Bibliotecas Itinerantes da Fundação Calouste Gulbenkian.

## História
A direção do Círculo de Arte e Recreio (CAR), em 1964, enviou uma solicitação de apoio à Fundação Calouste Gulbenkian, e dois anos mais tarde, em 1966, foi inaugurada a Biblioteca Fixa nº 127 Fundação Calouste Gulbenkian, na sede do CAR.
Entre 1975 e 1992, a Biblioteca ficou instalada no antigo edifício dos Paços do Concelho. Em 1987, é dado início ao projeto de criação de uma biblioteca municipal. Em 7 de março de 1992, é inaugurada a Biblioteca Municipal Raul Brandão, sediada no Largo Cónego José Maria Gomes.
Atualmente, a biblioteca possui um conjunto de aproximadamente 90 mil itens, entre livros, revistas, jornais e outros materiais, nas áreas de literatura, história, geografia, arte, ciências sociais, além de possuir com uma seção de audiovisuais.
A Biblioteca Municipal Raul Brandão oferece serviços de empréstimo domiciliário, consulta local, acesso a internet gratuito e acesso a bases de dados digitais. O espaço também abriga atividades culturais, como exposições, palestras, cursos e workshops.

## Homenagem
O nome dado a Biblioteca Municipal de Guimarães é uma homenagem ao militar, jornalista e escritor português Raul Germano Brandão, que viveu em Guimarães, após ter sido alocado no Regimento de Infantaria 20, como alferes. Brandão viveu na cidade entre 1886 e 1901, onde se casou com Maria Angelina de Araújo Abreu.

## Organizações que a Biblioteca Municipal Raul Brandão integra
- Membro da Rede Nacional de Leitura Pública desde 1987.

- Geminada com a Mediateca Municipal de Brive desde 1993.

- Membro da Bibliothéques Associées (UNAL), filiada a UNESCO, desde maio de 1995.
- Membro de Seção Portuguesa da International Board on Books for Young People (IBBY).

- Cooperante com as escolas do município, na constituição e difusão de bibliotecas escolares, e na organização de programas culturais relacionados com o livro e a leitura.

- Membro fundadora da Bibliomédia – Associação de Bibliotecas para a Cooperação, que desenvolvem atividades como: intercâmbio de exposições, experiências profissionais, empréstimo interbibliotecas, organização de serviços e seminários e edição de uma revista.